# Hemachatus haemachatus
Lo sputatore del Sudafrica (Hemachatus haemachatus) è un serpente velenoso diffuso nella parte orientale del Sudafrica, e possiede la particolarità di poter sputare il veleno. Non è un vero cobra, in quanto esso non appartiene al genere Naja, ma appartiene invece al genere monotipico Hemachatus. Tuttavia, è strettamente imparentato con i Cobra ed è annoverato (erroneamente) fra i Cobra sputatori.

## Descrizione
Questo serpente è un animale piuttosto robusto, di taglia media: la sua lunghezza di solito si aggira sul metro, ma alcuni esemplari possono raggiungere il metro e mezzo. La testa è corta e relativamente appuntita, simile a quella della vipera della morte (Acanthophis antarcticus), ma non così distinta dal collo e con occhi grandi e neri. Tra le particolarità di questo serpente vi sono le scaglie notevolmente carenate lungo il dorso, disposte in file di 17-19. Questo fatto, insieme alla colorazione dorsale grigiastra, dà all'animale un aspetto "sporco". Il ventre dello sputatore, invece, è completamente diverso, nero lucente e dalle squame larghe. Alcuni esemplari, invece, tendono al marroncino o sono maculati. La lunghezza media è di 90–110 cm.

## Comportamento

### Due getti di veleno negli occhi
Come molti elapidi specializzati del genere Naja, comunemente noti come "cobra sputatori", anche questa specie è in grado di sputare il veleno a notevole distanza. In ogni caso, sembra che gli sputatori agiscano in questo modo solo se minacciati, e non si servano dell'inusuale tecnica per cacciare. Se spaventato, lo sputatore del Sudafrica emette un forte sibilo, allarga il collare e alza da terra un terzo del suo corpo. Se in estremo pericolo, sputa il veleno fino a una distanza di circa tre metri. Il veleno è emesso in due getti distinti, direttamente dalle due ghiandole velenifere poste sopra le zanne; lo sputatore mira sempre agli occhi della vittima.

### Cecità temporanea o irreversibile
Il veleno dello sputatore può procurare seri danni alla cornea. Molti casi di avvelenamento in Africa hanno portato alla cecità permanente perché malcurati. Se si prestano le dovute attenzioni, la cecità procurata dal veleno dello sputatore è solo temporanea, e svanisce entro qualche giorno. In alcuni casi, però, i danni procurati alla cornea possono risultare irreversibili.

### Un cobra ovoviviparo
Lo sputatore è unico tra tutti gli elapidi africani ad essere ovoviviparo. Al contrario delle varie specie di cobra veri e propri (gen. Naja) che sono ovipari, tra gennaio e marzo la femmina dello sputatore partorisce piccoli vivi, relativamente piccoli (una spanna in lunghezza) e numerosi (tra venti e trenta piccoli).

### La "finta morte"
Lo sputatore è un animale notturno, ma occasionalmente può essere osservato mentre si crogiola al sole. Di solito, però, gli sputatori dormono durante il giorno. Una curiosa abilità di questa specie è fingersi morti, in un modo molto simile agli americani Heterodon. Se non ha possibilità di fuga, infatti, questo serpente si rigira sul dorso, lascia pendere la lingua fuori dalle fauci e si immobilizza. Quando il supposto predatore si allontana, lo sputatore si rigira e riprende la sua normale attività. Le sue prede abituali sono rospi e anfibi in genere, che vengono attaccati tramite un morso. Tale tattica biologica si chiama in termini scientifici tanatomimesi,  ossia "simulazione della morte", detta anche, in latino, imitatio mortis.